# Libertà civili

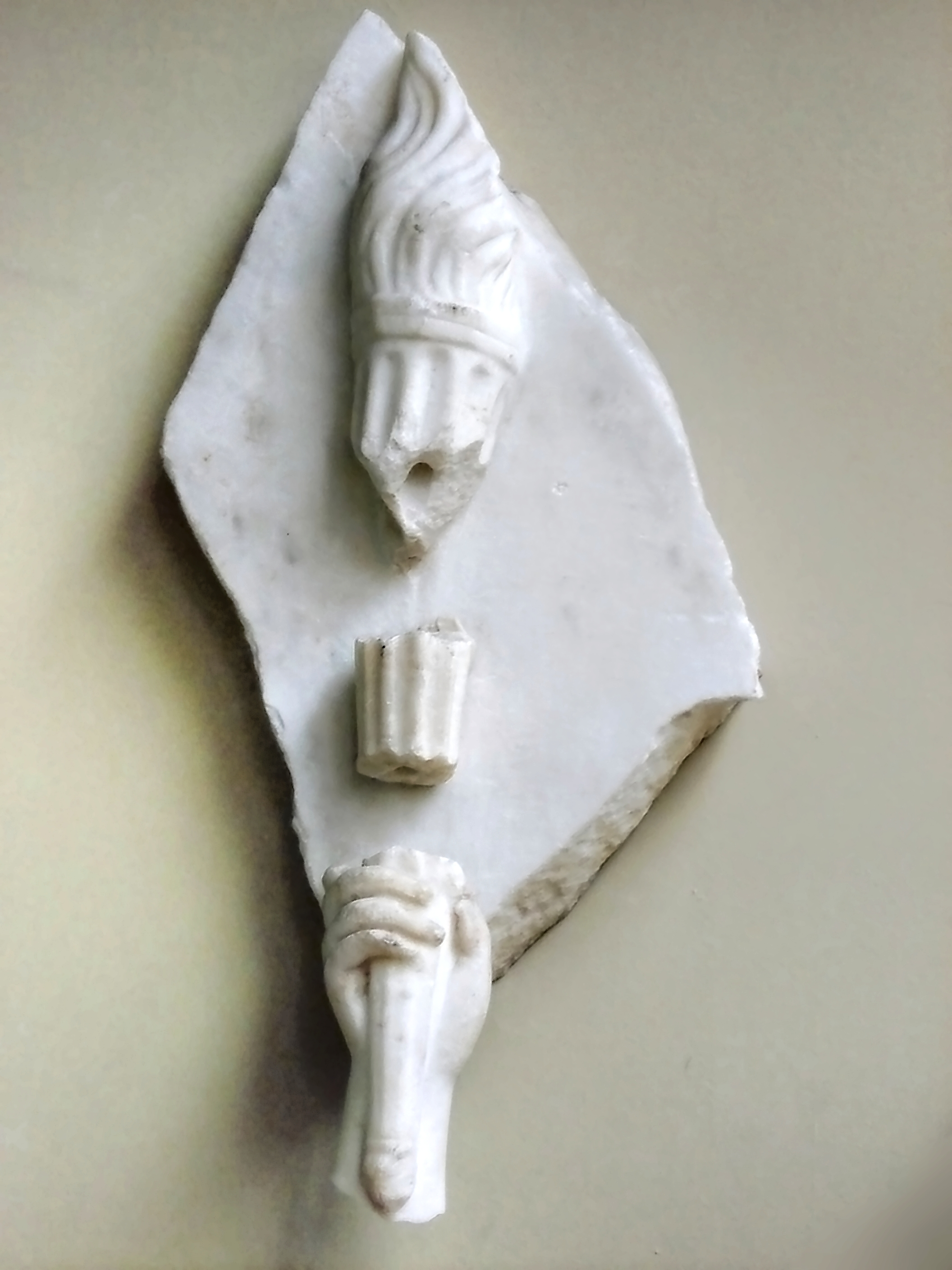
Libertà rotta: Istanbul Museo Archeologico.

Con libertà civili si intende quella tipologia di diritti che appartengono ai cittadini di uno Stato. Le libertà civili pongono limiti al governo tali che esso non possa abusare dei propri poteri e interferire con la vita dei cittadini.
Libertà civili comuni sono: libertà di associazione, libertà di assemblea, libertà religiosa e libertà di parola; inoltre, si annoverano il diritto di difesa, il diritto ad un equo processo e il diritto alla privacy.
Il concetto formale di libertà civile risale ai tempi della Magna Carta del 1215, che, a sua volta, era basata su documenti preesistenti.
Le repubbliche o democrazie hanno una costituzione, alcuni, come gli Stati Uniti anche una Carta dei Diritti degli Stati Uniti d'America (United States Bill of Rights) e altri documenti costituzionali che elencano le libertà civili e cercano di garantirle.
Alcuni paesi dispongono di una varietà di mezzi legali, compreso quello di poter firmare o ratificare o dare atto a convenzioni, quali la Convenzione europea per la salvaguardia dei diritti dell'uomo e delle libertà fondamentali e la Convenzione internazionale sui diritti civili e politici.
Si potrebbe dire che la tutela delle libertà civili è una responsabilità chiave di tutti i cittadini degli Stati democratici che in questo modo si contraddistinguono dagli Stati autoritari.
La presenza di diversi diritti civili dichiarati è spesso oggetto di disputa riguardo all'estensione degli stessi. Per esempio: i diritti di riproduzione, di matrimonio tra persone dello stesso sesso, del possesso di armi e dell'uso di certe droghe.
Un'altra materia di dibattito è la sospensione o la modifica di talune libertà civili durante la guerra o durante uno stato di emergenza, e fino a che punto, possano essere sospese. Per limitare i danni sociali dovuti alla sospensione temporanea di alcune libertà, soprattutto a livello internazionale, la giurisprudenza ha elaborato diverse forme di diritto bellico, diritto internazionale e diritto umanitario. Gli Stati hanno inoltre elaborato forme di unione e associazione transnazionale e sovranazionale.

## Asia

### Cina
La Costituzione della Repubblica Popolare Cinese (che si applica solo alla Cina continentale, non a Hong Kong, Macao e Taiwan), in particolare i suoi diritti fondamentali e doveri dei cittadini, afferma di proteggere molte libertà civili. Taiwan, separata dalla Cina continentale, ha una propria Costituzione.
Sebbene la Costituzione del 1982 garantisca le libertà civili, il governo cinese solitamente utilizza le clausole di “sovversione del potere statale” e “protezione dei segreti di stato” nel proprio ordinamento per imprigionare coloro che criticano il Partito Comunista Cinese (PCC) e i capi di Stato.

### India
I Diritti Fondamentali – sanciti nella Parte III della Costituzione – garantiscono libertà tali che tutti gli indiani possano condurre la propria vita in pace come cittadini dell’India. I sei diritti fondamentali sono il diritto all’uguaglianza, il diritto alla libertà, il diritto contro lo sfruttamento, il diritto alla libertà di religione, i diritti culturali ed educativi e il diritto ai rimedi costituzionali.
Questi includono i diritti individuali comuni alla maggior parte delle democrazie liberali, incorporati nella legge fondamentale del paese e applicabili in tribunale. Le violazioni di questi diritti comportano le punizioni prescritte dal codice penale indiano, soggette alla discrezione della magistratura. Questi diritti non sono né assoluti né immuni da modifiche costituzionali. Hanno mirato a ribaltare le disuguaglianze delle pratiche sociali pre-indipendenza. Nello specifico, hanno portato all’abolizione dell’intoccabilità e al divieto di discriminazione per motivi di religione, razza, casta, sesso o luogo di nascita. Vietano il traffico di esseri umani e il lavoro non libero. Proteggono i diritti culturali ed educativi delle minoranze etniche e religiose consentendo loro di preservare la propria lingua e amministrare le proprie istituzioni educative.
Tutte le persone, indipendentemente dalla razza, religione, casta o sesso, hanno il diritto di rivolgersi alle Alte Corti o alla Corte Suprema per far rispettare i loro diritti fondamentali. Non è necessario che sia la parte lesa a farlo. Nell'interesse pubblico, chiunque può avviare un contenzioso in tribunale per proprio conto. Questo è noto come "contenzioso di interesse pubblico". I giudici dell'Alta Corte e della Corte Suprema possono anche agire autonomamente sulla base di quanto riferito dai media.
I Diritti Fondamentali sottolineano l’uguaglianza garantendo a tutti i cittadini l’accesso e l’uso delle istituzioni e delle tutele pubbliche, indipendentemente dal loro background. I diritti alla vita e alla libertà personale si applicano alle persone di qualsiasi nazionalità, mentre altri, come la libertà di parola e di espressione, sono applicabili solo ai cittadini indiani (compresi i cittadini indiani non residenti). Il diritto all'uguaglianza in materia di pubblico impiego non può essere conferito ai cittadini indiani d'oltremare.
I diritti fondamentali proteggono principalmente gli individui da qualsiasi azione arbitraria dello Stato, ma alcuni diritti sono applicabili anche nei confronti dei privati. Ad esempio, la Costituzione abolisce l'intoccabilità e vieta il begar (lavoro forzato). Tali disposizioni esercitano una funzione di controllo sia sull'azione dello Stato che su quella dei privati. I diritti fondamentali non sono assoluti e sono soggetti a ragionevoli restrizioni necessarie per la tutela degli interessi nazionali. Nel caso Kesavananda Bharati contro lo Stato del Kerala, la Corte Suprema ha stabilito che tutte le disposizioni della Costituzione, compresi i diritti fondamentali, possono essere modificate. Tuttavia, il Parlamento non può alterare le strutture fondamentali della Costituzione come laicità, democrazia, federalismo, separazione dei poteri. Spesso chiamata la "dottrina della struttura di base", questa decisione è ampiamente considerata come una parte importante della storia indiana. Nel caso Maneka Gandhi contro Unione dell'India del 1978, la Corte Suprema ha esteso l'importanza della dottrina ritenendola superiore a qualsiasi legislazione parlamentare. Secondo la sentenza, nessun atto del Parlamento può essere considerato legge se viola la struttura fondamentale della Costituzione. Questa fondamentale garanzia dei diritti fondamentali è stata considerata un esempio unico di indipendenza della magistratura nel preservare la sacralità di tali diritti. Essi possono essere modificati solo da un emendamento costituzionale, quindi la loro inclusione costituisce un controllo non solo sul potere esecutivo, ma anche sul Parlamento e sulle legislature statali. L'imposizione dello stato di emergenza può portare a una sospensione temporanea dei diritti conferiti dall'articolo 19 (comprese le libertà di parola, riunione e movimento, ecc.) per preservare la sicurezza nazionale e l'ordine pubblico. Il Presidente può, con ordinanza, sospendere anche i ricorsi costituzionali scritti.

### Giappone
Dal 1947, il Giappone, un paese con una monarchia costituzionale e noto per la sua "società conservatrice in cui il cambiamento è graduale", ha una costituzione con al centro una carta dei diritti apparentemente forte (Capitolo III. Diritti e doveri del popolo). In molti sensi, assomiglia alla Costituzione degli Stati Uniti prima del Civil Rights Act del 1964, e questo perché è entrata in vita durante l'occupazione alleata del Giappone. Questa costituzione potrebbe essere sembrata un’imposizione estranea alle élite al governo, ma non alla gente comune “che non aveva fiducia nei propri leader screditati e sosteneva un cambiamento significativo”. In astratto, la Costituzione si sforza di garantire le libertà e i diritti individuali fondamentali, che sono esplicitamente trattati negli articoli da 10 a 40. Il più saliente degli articoli sulla dignità umana è l'articolo 25, sezione 1, che garantisce che tutte "le persone avranno il diritto a mantenere gli standard minimi di una vita sana e colta”.
Nonostante l’adozione di questa costituzione liberale, spesso definita “Costituzione del dopoguerra” (戦後憲法, Sengo-Kenpō) o “Costituzione di pace” (平和憲法, Heiwa-Kenpō), le élite governative giapponesi hanno lottato per inaugurare un sistema inclusivo, società aperta e pluralista. Anche dopo la fine della seconda guerra mondiale e la partenza del governo alleato di occupazione nel 1952, il Giappone è stato bersaglio di critiche internazionali per non aver ammesso crimini di guerra, discriminazioni religiose istituzionali e per aver mantenuto una debole libertà di stampa, il trattamento dei bambini, delle minoranze, degli stranieri e delle donne, il suo sistema di giustizia penale punitivo e, più recentemente, il pregiudizio sistematico contro le persone LGBT.

Il primo tentativo giapponese di elaborare una carta dei diritti avvenne con la costituzione Meiji (1890) del XIX secolo, che prese come modelli base sia la costituzione prussiana (1850) che quella britannica. Tuttavia, essa ha avuto solo una scarsa influenza nella pratica dello Stato di diritto e nella vita quotidiana delle persone. Quindi, la storia breve e deliberatamente graduale delle lotte per i diritti personali e la protezione contro le imposizioni del governo e della società non ha ancora trasformato il Giappone in un campione della libertà universale e individuale. Secondo lo studioso costituzionalista Shigenori Matsui,
Le persone tendono a considerare la carta dei diritti come un imperativo morale e non come una norma giudiziaria. Le persone tendono anche ad affidarsi ai burocrati per porre rimedio ai problemi sociali, comprese anche le violazioni dei diritti umani, piuttosto che ai tribunali.

— Shigenori Matsui, "La tutela dei 'diritti umani fondamentali' in Giappone."
Nonostante le divergenze tra la cultura sociale del Giappone e il costituzionalismo liberale che pretende di aver adottato, il paese si è mosso verso la chiusura del divario tra la nozione e la pratica della legge. La tendenza è più evidente nel lungo termine. Tra i vari esempi, la Dieta (legislatura bicamerale) ha ratificato la Carta internazionale dei diritti umani nel 1979 e poi ha approvato la Legge per le pari opportunità nell’occupazione per uomini e donne nel 1985, misure che sono state annunciate come passi importanti verso una società democratica e partecipativa. Nel 2015, inoltre, ha raggiunto un accordo con la Corea per risarcire gli abusi legati alle cosiddette “donne di conforto” avvenuti durante l'occupazione giapponese della penisola. Tuttavia, il gruppo per i diritti umani e le famiglie dei sopravvissuti hanno condannato l'accordo come condiscendente e offensivo.
Sul suo sito ufficiale, il governo giapponese ha individuato diversi problemi relativi ai diritti umani. Tra questi ci sono abusi sui minori (ad esempio bullismo, punizioni corporali, abusi sessuali su minori, prostituzione minorile e pornografia infantile), frequente abbandono e maltrattamenti di anziani e individui con disabilità, affermazioni Dowa (discriminazione contro i Burakumin), popolo Ainu (popolazioni indigene in Giappone), cittadini stranieri, portatori di HIV/AIDS, pazienti affetti dal morbo di Hansen, persone rilasciate dal carcere dopo aver scontato la pena, vittime di reati, persone i cui diritti umani vengono violati tramite Internet, senzatetto, persone con disturbi dell'identità di genere, e donne. Inoltre, il governo elenca i problemi sistematici legati ai pregiudizi di genere e al riferimento standard alle preferenze sessuali per il lavoro e altre funzioni nella società.
Le organizzazioni per i diritti umani, nazionali e straniere, ampliano l'elenco per includere le violazioni dei diritti umani che riguardano le politiche del governo, come nel caso del sistema daiyo kangoku (prigione sostitutiva) e dei metodi di interrogatorio dei sospettati di crimine. Gli sforzi di queste agenzie e della gente comune sembrano dare i loro frutti. Nel 2016, il Dipartimento di Stato americano ha pubblicato un rapporto in cui si afferma che la situazione dei diritti umani in Giappone sta mostrando segni di miglioramento.

## Australia
Sebbene l’Australia non disponga di una Carta dei diritti o di un simile documento legale vincolante, si presume che le libertà civili siano protette attraverso una serie di regole e convenzioni. L'Australia ha avuto un coinvolgimento primario ed è stata uno dei principali firmatari della Dichiarazione universale dei diritti umani delle Nazioni Unite (1948)
La Costituzione dell'Australia (1900) offre una protezione dei diritti molto limitata:
- il diritto alla libertà di religione e;
- il diritto alla libertà dalla discriminazione basata sulla residenza fuori dallo Stato (pregiudizio storico basato sulla residenza all'interno di uno Stato che incide sul trattamento all'interno di un altro)

Alcune interpretazioni della Costituzione dell’Alta Corte hanno consentito di stabilire diritti impliciti come la libertà di comunicazione politica (che viene interpretata in senso ampio) e il diritto di voto, tuttavia altri come la libertà di riunione e la libertà di associazione devono ancora essere identificati.
Questioni riguardanti i rifugiati
L'Australia ha vissuto negli anni 2000 un crescente conflitto riguardo al trattamento riservato ai richiedenti asilo. Sebbene l’Australia sia firmataria della Convenzione delle Nazioni Unite sui rifugiati (1951), i governi successivi hanno dimostrato un crescente restringimento dei confini; in particolare contro coloro che cercano il passaggio tramite piccole imbarcazioni.
Il governo Abbott (2013), come i suoi predecessori (i governi Gillard e Howard), ha incontrato particolari difficoltà nel frenare i richiedenti asilo via mare, sempre più identificati come “immigrazione illegale”. Il recente coinvolgimento della Marina australiana nelle operazioni di salvataggio dei rifugiati ha preoccupato molti gruppi per i diritti umani come Amnesty International per la "militarizzazione" del trattamento riservato ai rifugiati e per la questione dei loro diritti umani in Australia. L’attuale politica di “tornare indietro” è particolarmente controversa, in quanto prevede il collocamento dei rifugiati su scialuppe di salvataggio governative e il loro trasferimento verso l’Indonesia. Nonostante l'opposizione, tuttavia, la risposta del governo Abbott ha finora visto una riduzione del numero di potenziali rifugiati che intraprendono la pericolosa traversata verso l'Australia, cosa che viene considerata dal governo come un indicatore del suo successo politico.

## Europa

### Convenzione europea dei diritti dell'uomo
La Convenzione europea per la salvaguardia dei diritti dell'uomo e delle libertà fondamentali, alla quale appartengono quasi tutti i paesi europei (a parte la Bielorussia), enumera una serie di libertà civili e ha forza costituzionale diversa nei diversi stati europei.

### Repubblica Ceca
Dopo la Rivoluzione di velluto, in Cecoslovacchia ebbe luogo una revisione costituzionale. Nel 1991 è stata adottata la Carta dei diritti fondamentali e delle libertà fondamentali, che ha lo stesso valore giuridico della Costituzione. La Repubblica Ceca ha mantenuto la Carta nella sua interezza dopo lo scioglimento della Cecoslovacchia con la legge n. 2/1993 Coll. (La Costituzione è n. 1).

### Francia
La Dichiarazione dei diritti dell'uomo e del cittadino del 1789 elenca molte libertà civili ed ha valore costituzionale.

### Germania
La costituzione tedesca, il "Grundgesetz" (lett. "Legge base"), inizia con un elaborato elenco delle libertà civili e degli stati nel sez. 1 «La dignità dell'uomo è inviolabile. Rispettarla e tutelarla è dovere di ogni pubblico potere». Secondo il "sistema austriaco", le persone hanno il diritto di ricorrere alla Corte costituzionale federale tedesca ("Bundesverfassungsgericht") se ritengono che i loro diritti civili siano stati violati. Questa procedura ha plasmato notevolmente il diritto tedesco nel corso degli anni.

### Regno Unito
Le libertà civili nel Regno Unito risalgono alla Magna Carta del 1215 e alla common law e alle leggi statutarie del XVII secolo, come la Petition of Right del 1628, l'Habeas Corpus Act del 1679 e la Bill of Rights del 1689. Parti di queste leggi rimangono in vigore oggi e sono integrate da altre leggi e convenzioni che collettivamente formano la Costituzione del Regno Unito non codificata. Inoltre, il Regno Unito è firmatario della Convenzione europea sui diritti umani che copre sia i diritti umani che le libertà civili. Lo Human Rights Act del 1998 incorpora la grande maggioranza dei diritti della Convenzione direttamente nella legge del Regno Unito.
Nel giugno 2008 l'allora ministro ombra degli Interni David Davis rassegnò le dimissioni dal suo seggio parlamentare per quella che descrisse come "l'erosione delle libertà civili" da parte dell'allora governo laburista, e fu rieletto su una piattaforma per le libertà civili (sebbene non fosse osteggiato dai candidati di altri grandi partiti). Ciò in riferimento alle leggi antiterrorismo e in particolare all'estensione della custodia cautelare, percepita da molti come una violazione dell'habeas corpus stabilito dalla Magna Carta.

### Russia
La Costituzione della Federazione Russa garantisce in teoria molti degli stessi diritti e libertà civili degli Stati Uniti, ad eccezione di portare armi, vale a dire: libertà di parola, libertà di religione, libertà di associazione e riunione, libertà di scelta della lingua, diritto a un giusto processo, alla privacy, alla libertà di voto, diritto all’istruzione, ecc. Tuttavia, gruppi per i diritti umani come Amnesty International hanno avvertito che Vladimir Putin ha seriamente ridotto la libertà di espressione, la libertà di riunione e la libertà di associazione in un contesto di crescente autoritarismo.

## Nord America

### Canada
La Costituzione del Canada include la Carta canadese dei diritti e delle libertà che garantisce molti degli stessi diritti della Costituzione degli Stati Uniti. La Carta omette qualsiasi menzione o protezione della proprietà.

### Messico
La Costituzione messicana è stata ratificata il 5 febbraio 1917. Similmente alla Costituzione degli Stati Uniti, il Messico garantisce a tutti i cittadini il diritto alla libertà di espressione, ma questo diritto non è assoluto (ad esempio, la pornografia infantile, le minacce di morte e la diffamazione sono eccezioni alla libertà di parola e i trasgressori possono essere soggetti a sanzioni). Tuttavia, a differenza degli Stati Uniti e del Canada, il Messico ha limiti più severi sulla cittadinanza. Ad esempio, solo le persone nate in Messico possono assumere ruoli nelle forze dell’ordine, legiferare o arruolarsi nelle forze armate. Si afferma inoltre che ogni persona nata in Messico non può essere privata del proprio status di cittadinanza.

### Stati Uniti
La Costituzione degli Stati Uniti, in particolare la Carta dei diritti, protegge le libertà civili. L'approvazione del Quattordicesimo Emendamento ha protetto ulteriormente le libertà civili introducendo la clausola sui privilegi o sulle immunità, la clausola del giusto processo e la clausola della pari protezione. I diritti umani negli Stati Uniti sono spesso chiamati diritti civili, che sono quei diritti, privilegi e immunità di cui godono tutte le persone, a differenza dei diritti politici, che sono i diritti che appartengono a coloro che hanno il diritto di partecipare alle elezioni, come candidati o elettori. Prima del suffragio universale, questa distinzione era importante, poiché molte persone non erano idonee al voto ma erano ancora considerate titolari delle libertà fondamentali derivate dal diritto alla vita, alla libertà e alla ricerca della felicità. Questa distinzione è meno importante ora che gli americani godono di un suffragio quasi universale e che i diritti civili includono ora i diritti politici di voto e di partecipazione alle elezioni, essendo inoltre classificati con le libertà civili in generale come diritti positivi o diritti negativi. Poiché i governi tribali dei nativi americani mantengono la sovranità sui membri tribali, il Congresso degli Stati Uniti nel 1968 ha promulgato una legge che essenzialmente applica la maggior parte delle protezioni della Carta dei diritti ai membri tribali, da applicare principalmente dai tribunali tribali.
Il Civil Liberties Act del 1988 è entrato in vigore dal presidente Ronald Reagan il 10 agosto 1988. L'atto è stato approvato dal Congresso per emettere scuse pubbliche per coloro di origine giapponese che hanno perso proprietà e libertà a causa di azioni discriminatorie da parte degli Stati Uniti Governo durante il periodo dell'internamento. Questo atto ha fornito anche molti altri vantaggi in vari settori del governo. All'interno del tesoro è stato istituito un fondo per l'istruzione pubblica per le libertà civili. Ha ordinato al Procuratore Generale di identificare e localizzare ogni individuo interessato da questo atto e di pagare loro 20.000 dollari dal fondo per l'istruzione pubblica per le libertà civili. Ha inoltre istituito un consiglio di amministrazione responsabile delle erogazioni di questo fondo. Infine, si richiedeva che tutti i documenti e le registrazioni creati o ricevuti dalla commissione fossero conservati dall'Archivista degli Stati Uniti.